# Gleneagles Hotel
Gleneagles Hotel är ett lyxhotell i Perthshire i Skottland som byggdes av Caledonian Railways mellan 1919 och 1924. Det omges av flera golfbanor, varav de två äldsta, en 18-håls- och en 9-hålsbana, ritades av James Braid och invigdes år 1919. Hotellbygget avbröts av första världskriget och invigdes först 1924. Året efter utökades 9-hålsbanan till 18 hål.
År 1928 anlades en 9-hålsbana som ritats av anläggningens greenkeeper,  George Alexander. Den utökades till 18 hål år 1974. År 1980 anlades ytterligare en bana. Dessa två banor slogs delvis ihop till en ny golfbana som ritats av Jack Nicklaus år 1993 och modifierades av honom år 2014. De delar av de två banorna som inte användes till den nya banan slogs ihop till en 9-hålsbana.
I juli 2005 hölls ett G8-möte på Gleneagles Hotel och i september 2014 vann det europeiska laget Ryder Cup på den av Jack Nicklaus modifierade golfbanan.